# John Dickens
 (mai 2017).
Si vous disposez d'ouvrages ou d'articles de référence ou si vous connaissez des sites web de qualité traitant du thème abordé ici, merci de compléter l'article en donnant les références utiles à sa vérifiabilité et en les liant à la section « Notes et références ».
John Dickens, né le 21 août 1785 en Angleterre et mort le 31 mars 1851 à Londres, était le père du célèbre écrivain britannique Charles Dickens.

## Biographie

### Débuts
John Dickens naît le 21 août 1785 en Angleterre. Il est le fils de William Dickens (1719–1785) et d'Elizabeth Ball (1745–1824). John Dickens comme travaille commis au bureau de paye de la Royal Navy à Portsmouth, dans le Hampshire. Le 13 juin 1809, à l'église St Mary-le-Strand, à Londres, il épouse Elizabeth Barrow, avec qui il a eu huit enfants, dont Charles Dickens. Il est ensuite transféré à Londres, puis à Chatham, dans le Kent, avant de retourner vivre à Camden Town, à Londres, en 1822, pour y travailler à Somerset House. John Dickens a eu du mal à subvenir aux besoins de sa famille croissante avec ses faibles revenus. À un moment, ses dettes devinrent si lourdes que tous ses articles ménagers furent vendus dans le but de payer ses factures, y compris les Meubles et l’argenterie.

### Marshalsea
Décrit par son fils Charles comme « un opportuniste jovial sans argent », incapable de satisfaire ses créanciers, le 20 février 1824, John Dickens est emprisonné à Marshalsea par des débiteurs en vertu de la loi sur les débiteurs insolvables de 1813. James Kerr, £ 40 et 10 shillings. En avril 1824, sa femme, Elizabeth, rejoint son mari à Marshalsea avec leurs quatre plus jeunes enfants. John Dickens est libéré après trois mois, le 28 mai 1824, à la suite du décès de sa mère, Elizabeth Dickens, de la paroisse de St George, Hanover Square, qui lui avait laissé la somme de £ 450 dans son testament. Dans l’attente de cet héritage, Dickens a demandé et obtenu sa libération. En vertu de la loi sur les débiteurs insolvables, Dickens a payé ses créanciers et sa famille et lui ont quitté Marshalsea pour le domicile de Mme Roylance, avec qui son fils de 12 ans, Charles, logeait.
Quelques années plus tard, John Dickens est à nouveau brièvement emprisonné pour dette et libéré parce que son fils Charles avait emprunté de l'argent à ses amis en raison de la sécurité de son salaire. Cependant, à sa sortie de prison, John Dickens écrit immédiatement des lettres de mendicité à ces amis-là de son fils, lui demandant également de l'argent. Il écrit à Thomas Beard affirmant que son fils Alfred « marchait chaque jour à Hampstead en dansant des pompes ».

### Les années ultérieures
Plus tard il devient journaliste et devient journaliste parlementaire en 1828 comme son fils avant lui. Quand Charles Dickens devient célèbre comme écrivain, son père l’embarrassa souvent en demandant des prêts derrière son dos aux amis et aux éditeurs de son fils et en vendant des pages de ses premiers manuscrits. Inquiet des soucis financiers de son père, Charles Dickens loue un chalet pour ses parents à Alphington dans le Devon, c’est-à-dire loin de Londres et, pensait-il, loin des tentations. John Dickens n’en continue pas moins à écrire aux amis et aux éditeurs de Charles pour leur demander de l'argent. Finalement il revient à Londres avec sa femme.
Le 31 mars 1851, John Dickens meurt d'une infection urétrale. Dans une lettre écrite à sa femme, Dickens dit que son père souffrait d'une maladie de la vessie, mais qu’il n’en avait rien dit jusqu'à ce que l'on ne pût plus faire grand-chose. Après une opération, John Dickens traine plusieurs jours avant de mourir. Le certificat de décès indique comme cause de sa mort : « Rupture de l'urètre causée par un rétrécissement causant une mortification du scrotum par infiltration d'urine. »
Dans son roman semi-autobiographique David Copperfield, Charles Dickens représente son père dans le personnage de Wilkins Micawber.
John Dickens est enterré au cimetière de cimetière de Highgate, à Londres, où, en 1863, sa femme Elizabeth le rejoint.

## Enfants de John Dickens
- Frances (Fanny) Elizabeth Dickens (1810–1848)
- Charles Dickens (1812-1870)
- Letitia Dickens (1816–1893)
- Harriet Dickens (1819–1824)
- Frederick Dickens (1820-1868)
- Alfred Lamert Dickens (1822-1860)
- Augustus Dickens (1827-1866)